# Condado de McCook
El condado de McCook (en inglés: McCook County, South Dakota), fundado en 1873,  es uno de los 66 condados en el estado estadounidense de Dakota del Sur. En el 2000 el condado tenía una población de  5832 habitantes en una densidad poblacional de  personas por 2 km². La sede del condado es Salem.

## Geografía
Según la Oficina del Censo, el condado tiene un área total de 1495 km² (577,2 mi²), de la cual 1488 km² (574,5 mi²) es tierra y 7 km² (2,7 mi²) es agua.

### Condados adyacentes
- Condado de Lake - norte
- Condado de Minnehaha - este
- Condado de Turner - sureste
- Condado de Hutchinson - suroeste
- Condado de Hanson - oeste
- Condado de Miner - noroeste

## Demografía
En el 2000 la renta per cápita promedia del condado era de $35 396, y el ingreso promedio para una familia era de $42 609. El ingreso per cápita para el condado era de $16 374. En 2000 los hombres tenían un ingreso per cápita de $28 390 versus $21 073 para las mujeres. Alrededor del 8.10% de la población estaba bajo el umbral de pobreza nacional.
| 1900 | 1910 | 1920 | 1930   | 1940 | 1950 | 1960 | 1970 | 1980 | 1990 | 2000 | Est. 2008 |
| ---- | ---- | ---- | ------ | ---- | ---- | ---- | ---- | ---- | ---- | ---- | --------- |
| 8689 | 9589 | 9990 | 10 316 | 9793 | 8828 | 8268 | 7246 | 6444 | 5688 | 5832 | 5671      |

## Ciudades y pueblos
- Bridgewater
- Canistota
- Laurent
- Montrose
- Salem
- Spencer
- Unityville

### Municipios
- Municipio de Benton
- Municipio de Bridgewater
- Municipio de Brookfield
- Municipio de Canistota
- Municipio de Emery
- Municipio de Grant
- Municipio de Greenland
- Municipio de Jefferson
- Municipio de Montrose
- Municipio de Pearl
- Municipio de Ramsey
- Municipio de Richland
- Municipio de Salem
- Municipio de Spring Valley
- Municipio de Sun Prairie
- Municipio de Union

## Mayores autopistas
- Interestatal 90
- Carretera de U.S.81
- Carretera Dakota del Sur 38
- Carretera Dakota del Sur 42